# Presidente de Checoslovaquia
Esta es la lista de los Presidentes de la Checoslovaquia. También figuran los líderes del Partido Comunista Checoslovaco durante el periodo socialista (1948-1989).

## Presidentes de Checoslovaquia
En la siguiente tabla se describen a los presidentes de la extinta Checoslovaquia:
| Presidente | Presidente             | Presidente | Inicio                  | Final                   | Partido                     |
| ---------- | ---------------------- | ---------- | ----------------------- | ----------------------- | --------------------------- |
|            | Tomás Garrigue Masaryk |            | 14 de noviembre de 1918 | 14 de diciembre de 1935 | Independiente               |
|            | Milan Hodža (interino) |            | 14 de diciembre de 1935 | 18 de diciembre de 1935 | Partido Nacional Eslovaco   |
|            | Edvard Beneš           |            | 18 de diciembre de 1935 | 5 de octubre de 1938    | Partido Socialista Nacional |
|            | Jan Syrový (interino)  |            | 5 de octubre de 1938    | 30 de noviembre de 1938 | Militar                     |
|            | Emil Hácha             |            | 30 de noviembre de 1938 | 15 de marzo de 1939     | Independiente               |

- Ocupación Alemana:
  - Protectorado de Bohemia y Moravia (Emil Hácha: 15 de marzo de 1939 – 13 de mayo de 1945)
  - Primera República Eslovaca (Jozef Tiso: 26 de octubre de 1939 – 4 de abril de 1945)
  - Gobierno checoslovaco en el exilio (Edvard Beneš: octubre de 1939 – 2 de abril de 1945)

| Presidente | Presidente               | Presidente | Inicio                  | Final                   | Partido                     |
| ---------- | ------------------------ | ---------- | ----------------------- | ----------------------- | --------------------------- |
|            | Edvard Beneš             |            | 4 de abril de 1945      | 7 de junio de 1948      | Partido Socialista Nacional |
|            | Klement Gottwald         |            | 14 de junio de 1948     | 14 de marzo de 1953     | Partido Comunista           |
|            | Antonín Zápotocký        |            | 21 de marzo de 1953     | 13 de noviembre de 1957 | Partido Comunista           |
|            | Viliam Široký (interino) |            | 13 de noviembre de 1957 | 19 de noviembre de 1957 | Partido Comunista           |
|            | Antonín Novotny          |            | 19 de noviembre de 1957 | 22 de marzo de 1968     | Partido Comunista           |
|            | Jozef Lenárt (interino)  |            | 22 de marzo de 1968     | 30 de marzo de 1968     | Partido Comunista           |
|            | Ludvík Svoboda           |            | 30 de marzo de 1968     | 28 de mayo de 1975      | Partido Comunista           |
|            | Gústav Husák             |            | 28 de mayo de 1975      | 10 de diciembre de 1989 | Partido Comunista           |
|            | Marián Čalfa (interino)  |            | 10 de diciembre de 1989 | 29 de diciembre de 1989 | Partido Comunista           |
|            | Václav Havel             |            | 29 de diciembre de 1989 | 20 de julio de 1992     | Foro Cívico                 |
|            | Jan Stráský (interino)   |            | 20 de julio de 1992     | 31 de diciembre de 1992 | Partido Democrático Cívico  |

## Líderes delPartido Comunista de Checoslovaquia, 1945–1989
Excepto el último, ocuparon de facto un fuerte poder ejecutivo en el país.
Titulado como Presidente (1945-1953) y Primer Secretario (1953-1971).
| Líder | Líder            | Imagen | Inicio                  | Final                   |
| ----- | ---------------- | ------ | ----------------------- | ----------------------- |
|       | Klement Gottwald |        | abril de 1945           | 14 de marzo de 1953     |
|       | Antonín Novotný  |        | 14 de marzo de 1953     | 5 de enero de 1968      |
|       | Alexander Dubček |        | 5 de enero de 1968      | 17 de abril de 1969     |
|       | Gustáv Husák     |        | 17 de abril de 1969     | 17 de diciembre de 1987 |
|       | Miloš Jakeš      |        | 17 de diciembre de 1987 | 24 de noviembre de 1989 |
|       | Karel Urbánek    |        | 24 de noviembre de 1989 | 20 de diciembre de 1989 |